# فرنسوا باربي ماربوا
فرانسوا باربي ماربوا (بالفرنسية: François Barbé-Marbois)، ماركيز باربي ماربوا (من مواليد 31 يناير 1745 - والمُتوفى في 12 فبراير 1837) هو سياسي فرنسي.

## حياته المهنية المبكرة
وُلد فرانسوا ماربوا في ميتز، حيث كان والده مديرًا لإنتاج النعناع المحلي، وقام بالتدريس للأطفال في دي كاستريز. وفي عام 1779، أصبح أمينًا للمندوب الفرنسي لدى الولايات المتحدة. أرسلت باربي ماربوا في عام 1780 استبيانًا إلى حكام جميع المستعمرات الأمريكية الثلاثة عشر السابقة، بحثًا عن معلومات حول الجغرافيا، والموارد الطبيعية، والتاريخ، والحكومة لكل ولاية. استجاب توماس جيفرسون، الذي كان يشغل منصب حاكم ولاية فرجينيا، لهذا الاستعلام بمخطوطة أصبحت فيما بعد ملاحظاته الشهيرة عن ولاية فرجينيا.
تم انتخاب فرنسوا كعضو فخري أجنبي في كل من الأكاديمية الأمريكية للفنون والعلوم والجمعية الفلسفية الأمريكية في عام 1781. وعندما عاد الوزير شوفالييه دي لا لوزيرن إلى فرنسا في عام 1783، بقي باربي ماربوا في أمريكا والقائم بالأعمال في 1784. تزوج فرنسوا في تلك السنة من إليزابيث مور (1765-1834) ابنة وليام مور، الحاكم السابق لبنسلفانيا.
وفي عام 1785 أصبح المستفيد من الإمبراطورية الفرنسية الاستعمارية للقديس دومينغيو تحت حكم أترافي.

## في الثورة
عاد فرنسوا في ختام عام 1789 إلى فرنسا، ثم وضع خدماته تحت تصرف الحكومة الثورية الفرنسية. وفي عام 1791 تم إرساله إلى ريغنسبورغ لمساعدة ماركيز دي نواي، السفير الفرنسي. اشتبه به في الخيانة وتم القبض عليه عند عودته لكن سرعان ما تم تحريره.
تم انتخابه في عام 1795 لمجلس الأولين، حيث كان الاعتدال العام لموقفه، وخاصةً في معارضته لاستبعاد النبلاء وعلاقات المهاجرين من الحياة العامة مما قد جعله موضع شك بأنه ملك ملكي، على الرغم من أنه أعلن تأبينًا لنابليون بونابرت على نجاحه في إيطاليا.
ومن خلال معاداة الملك آل بوربون ومشاركته في انقلاب 4 سبتمبر / أيلول 1797، تم اعتقاله ونقله إلى غويانا الفرنسية. ونُقل إلى جزيرة أوليرون في 1799، ثم أُطلق سراحه من قبل نابليون بونابرت بعدانقلاب 18 برومير في فرنسا. وأصبح فرنسوا في عام 1801 تحت قيادة القنصلية، مستشارًا للولاية ومديرًا للجمهور العام، وفي عام 1802مجلس الشيوخ الفرنسي.
وفي عام 1803 ، تفاوض فرنسوا على اتفاقية شراء لويزيانا التي تنازل بموجبها عن ولاية لويزيانا إلى الولايات المتحدة، وتمت مكافأته من قبل القنصل الأول بهدية بقيمة 152,000فرنك فرنسي.